# 大兴会馆
大兴会馆位于新京市大同大街202号（今长春市人民大街1486号），为大兴公司（大兴株式会社）和满洲兴业银行总行的办公楼。
该楼由满洲中央银行营缮科设计和监理，高冈组施工，于1935年6月27日动工，1936年10月31日竣工。楼体采用钢筋混凝土结构，地上四层，建筑面积10649平方米。
1948年中华民国吉林省政府随国民革命军六十军从吉林市迁入长春，进驻此楼。大楼现由吉林省人民政府使用， 1988年在原楼顶另加建两层。此楼现为长春市文物保护单位。